# 無面情人
《無面情人》為1971年越南共和國劇情電影，於1971年上映，片長105分鐘，由黃永祿編劇及執導，交趾電影公司出品、製作及發行，喬貞、陳光、心潘、何玄之主演。本片得到越南共和國軍全力協助拍攝，也是導演黃永祿其中一部電影代表作。

## 劇情介紹
美蘭是電台節目《戰士心情》（Tâm tình chiến sĩ）的播音員，她會見一位越南共和國軍上校，並請求到戰場尋找男友。在最初的拒絕之後，上校最後也同意讓美蘭到戰場。一位名叫盛的上尉把她帶走了。
在戰場上，美蘭見證了士兵的生活。儘管她去了很多地方，但是因為她沒有太多關於男友的消息，所以她還是找不到男友。經過一段時間後，她收到了消息，不過她要找的士兵受傷了⋯

## 演員陣容
| 角色名稱 | 演員     | 備註                       |
| -------- | -------- | -------------------------- |
| 美 蘭    | 喬 貞    | 電台節目《戰士心情》播音員 |
|          | 心 潘    |                            |
|          | 武春通   |                            |
|          | 明長山   |                            |
|          | 陳 光    |                            |
|          | 保 恩    |                            |
|          | 明登慶   |                            |
|          | 七 玉    |                            |
|          | 碧 玄    |                            |
|          | 楊雄強   |                            |
|          | 阮夢雄   |                            |
|          | 何玄之   |                            |
|          | 武安淡   |                            |
|          | 丁春區   |                            |
|          | 輝 寶    |                            |
|          | 章Marine |                            |
|          | 玉淮芳   |                            |
|          | 玉 德    |                            |
|          | 鳳 鸞    |                            |
|          | 阮能濟   |                            |
|          | 黎宛芳   |                            |
|          | 玉 英    |                            |
|          | 雄 強    |                            |

## 獎項

### 獲獎
- 第17屆亞洲影展（1971年）[1][2]

- 「最佳主題獎」
- 「最佳人緣女演員獎」：喬貞

## 外部連結
- 互联网电影数据库（IMDb）上《無面情人》的资料（英文）